# Discografia di Zucchero Fornaciari
Questa voce elenca l'intera discografia di Zucchero Fornaciari.
I primi due album del cantante ottennero scarsi riscontri commerciali e fallirono l'accesso in classifica. Il punto di discontinuità fu rappresentato dal terzo lavoro Rispetto che vendette oltre 200 000 copie, divenendo il primo successo di Zucchero come interprete, nonché suo primo disco d'oro e poi di platino. Dal quarto album Blue's, che divenne il disco italiano più venduto durante l'anno 1987, passando per il successivo Oro, incenso e birra, che raggiunse nove dischi di platino in Italia e che secondo dati aggiornati al 2015 ha venduto oltre 8 000 000 copie nel mondo, il successo commerciale di Zucchero raggiunse livelli ragguardevoli in termini di settimane in classifica e di vendite totali, in Italia e all'estero.
Nel 1991 Zucchero incise una versione in lingua inglese del brano Senza una donna (Without a Woman), in duetto con Paul Young, che risulta l'unico brano di un artista italiano ad aver raggiunto la vetta della prestigiosa Eurochart Hot 100 Singles, oltre a Blue (Da Ba Dee) degli Eiffel 65, dal 1965 ad oggi. L'album Spirito DiVino del 1995 e la successiva raccolta vendettero rispettivamente oltre 2 500 000 e 5 000 000 copie nel mondo, raggiungendo dieci e undici dischi di platino in Italia. Nel complesso si stima che Zucchero abbia venduto oltre 60 milioni di dischi nel mondo.

## Album

### Album in studio
| Anno                                                                          | Titolo | Classifiche | Classifiche | Classifiche | Classifiche | Classifiche | Classifiche | Classifiche | Classifiche | Classifiche | Certificazioni                                                                 |
| Anno                                                                          | Titolo | ITA         | AUT         | BEL (FL)    | BEL (WA)    | FRA         | GER         | NLD         | SWE         | SWI         | Certificazioni                                                                 |
| ----------------------------------------------------------------------------- | --- | ----------- | ----------- | ----------- | ----------- | ----------- | ----------- | ----------- | ----------- | ----------- | ------------------------------------------------------------------------------ |
| 1983                                                                          | Un po' di Zucchero - Pubblicato: 1983 - Etichetta: Polydor - Formati: CD, LP, MC                             | —           | —           | —           | —           | —           | —           | —           | —           | —           |                                                                                |
| 1985                                                                          | Zucchero & The Randy Jackson Band - Etichetta: 3 marzo 1985 - Etichetta: Polydor - Formati: CD, LP, MC       | —           | —           | —           | —           | —           | —           | —           | —           | —           |                                                                                |
| 1986                                                                          | Rispetto - Pubblicato: 28 aprile 1986 - Etichetta: Polydor - Formati: CD, LP, MC                             | 7           | —           | —           | —           | —           | —           | —           | —           | —           | - ITA: Platino                                                                 |
| 1987                                                                          | Blue's - Pubblicato: 15 giugno 1987 - Etichetta: Polydor - Formati: CD, LP, MC                               | 1           | —           | —           | —           | —           | —           | 43          | —           | 18          | - ITA: Platino (7) - ITA (dopo il 2009): Oro - SWI: Platino                    |
| 1989                                                                          | Oro, incenso e birra - Pubblicato: 13 giugno 1989 - Etichetta: Polydor - Formati: CD, LP, MC                 | 1           | —           | —           | —           | 17          | —           | 36          | 50          | 1           | - ITA: Platino (9) - ITA (dopo il 2009): Platino - SWI: Platino                |
| 1992                                                                          | Miserere - Pubblicato: 1º ottobre 1992 - Etichetta: Polydor - Formati: CD, LP, MC                            | 1           | —           | —           | —           | 33          | —           | 73          | —           | 8           | - ITA: Platino (7) - SWI: Platino                                              |
| 1995                                                                          | Spirito DiVino - Pubblicato: 27 maggio 1995 - Etichetta: Polydor - Formati: CD, LP, MC                       | 1           | —           | 15          | 14          | 4           | 17          | 29          | —           | 3           | - BEL: Platino - EU: Platino - FRA: Platino - ITA: Platino (10) - SWI: Platino |
| 1998                                                                          | Bluesugar - Pubblicato: 5 novembre 1998 - Etichetta: Polydor - Formati: CD, LP, MC                           | 1           | 14          | —           | —           | 46          | 72          | —           | —           | 6           | - ITA: Platino (10) - SWI: Platino                                             |
| 2001                                                                          | Shake - Pubblicato: 14 settembre 2001 - Etichetta: Polydor - Formati: CD, MC                                 | 1           | 16          | 39          | 22          | 40          | 25          | 67          | —           | 1           | - EU: Platino - ITA: Platino (7) - SPA: Oro - SWI: Platino (3)                 |
| 2006                                                                          | Fly - Pubblicato: 22 settembre 2006 - Etichetta: Polydor, Universal - Formati: CD, LP, download digitale     | 1           | 3           | 48          | 40          | 68          | 23          | 29          | —           | 1           | - AUT: Oro - ITA: Platino (5) - ITA (dopo il 2009): Oro - SWI: Platino         |
| 2010                                                                          | Chocabeck - Pubblicato: 3 novembre 2010 - Etichetta: Polydor, Universal - Formati: CD, LP, download digitale | 1           | 7           | 47          | 53          | 112         | 16          | 31          | —           | 2           | - AUT: Oro - ITA: Platino (5) - SWI: Platino                                   |
| 2012                                                                          | La sesión cubana - Pubblicato: 20 novembre 2012 - Etichetta: Universal - Formati: CD, LP, download digitale  | 1           | 1           | 52          | 52          | 40          | 40          | 57          | —           | 5           | - AUT: Oro - ITA: Platino (3) - SWI: Oro                                       |
| 2016                                                                          | Black Cat - Pubblicato: 29 aprile 2016 - Etichetta: Universal - Formati: CD, LP, download digitale           | 1           | 2           | 33          | 27          | 60          | 13          | 24          | —           | 1           | - AUT: Oro - ITA: Platino (2) - SWI: Oro                                       |
| 2019                                                                          | D.O.C. - Pubblicato: 8 novembre 2019 - Etichetta: Universal - Formati: CD, LP, download digitale             | 2           | 6           | 73          | 30          | 127         | 27          | —           | —           | 1           | - ITA: Platino                                                                 |
| "—" indica una pubblicazione non classificata o non pubblicata in quel paese. | |             |             |             |             |             |             |             |             |             |                                                                                |

### Album dal vivo
| Anno                                                                          | Titolo                                                                                              | Classifiche | Classifiche | Classifiche | Certificazioni                               |
| Anno                                                                          | Titolo                                                                                              | ITA         | AUT         | SWI         | Certificazioni                               |
| ----------------------------------------------------------------------------- | --------------------------------------------------------------------------------------------------- | ----------- | ----------- | ----------- | -------------------------------------------- |
| 1991                                                                          | Live at the Kremlin - Pubblicato: 4 novembre 1991 - Etichetta: Polydor - Formati: CD, VHS           | 6           | —           | 28          | - ITA: Platino (3)                           |
| 2008                                                                          | Live in Italy - Etichetta: 27 novembre 2008 - Etichetta: Polydor, Universal - Formati: 2 CD+2 DVD   | 7           | 31          | 91          | - ITA: Platino (8) - ITA (dopo il 2009): Oro |
| 2013                                                                          | Una rosa blanca - Pubblicato: 3 dicembre 2013 - Etichetta: Polydor, Universal - Formati: 2 CD + DVD | 10          | —           | 50          | - ITA: Oro                                   |
| 2017                                                                          | Black Cat Live - Pubblicato: 14 aprile 2017 - Etichetta: Universal - Formati: LP                    | 1           | —           | —           |                                              |
| "—" indica una pubblicazione non classificata o non pubblicata in quel paese. | |             |             |             |                                              |

### Raccolte
| Anno                                                                          | Titolo | Classifiche | Classifiche | Classifiche | Classifiche | Classifiche | Classifiche | Classifiche | Classifiche | Classifiche | Classifiche | Classifiche | Classifiche | Certificazioni |
| Anno                                                                          | Titolo | ITA         | AUT         | BEL (FL)    | BEL (WA)    | FRA         | GER         | NLD         | NOR         | SWE         | SWI         | UK          | US          | Certificazioni |
| ----------------------------------------------------------------------------- | --- | ----------- | ----------- | ----------- | ----------- | ----------- | ----------- | ----------- | ----------- | ----------- | ----------- | ----------- | ----------- | --- |
| 1990                                                                          | Zucchero - Etichetta: 1990 (mercato internazionale) - Etichetta: Polydor - Formati: CD, LP, MC                                         | —           | —           | —           | —           | 6           | 9           | 13          | 3           | 20          | 7           | 29          | 32          | - NOR: Platino - SWI: Platino |
| 1994                                                                          | Diamante - Pubblicato: 1994 (mercato latino) - Etichetta: Polydor - Formati: CD, LP, MC                                                | —           | —           | —           | —           | —           | —           | —           | —           | —           | —           | —           | —           | - ARG: Platino - MEX: Platino |
| 1996                                                                          | The Best of Zucchero Sugar Fornaciari's Greatest Hits - Pubblicato: 19 novembre 1996 - Etichetta: Polydor - Formati: CD, LP, MC        | 1           | 7           | 4           | 4           | 1           | 10          | 15          | —           | 53          | 2           | —           | —           | - AUT: Platino - BEL: Oro - EU: Platino (3) - GER: Oro - ITA: Platino (11) - NLD: Oro - SWI: Platino (2)                                                   |
| 1999                                                                          | Overdose d'amore/The Ballads - Pubblicato: 1999 - Etichetta: Polydor - Formati: CD, MC                                                 | —           | —           | —           | —           | —           | —           | —           | —           | —           | —           | —           | —           | |
| 2004                                                                          | Zu & Co. - Pubblicato: 14 maggio 2004 - Etichetta: Polydor, Universal - Formati: CD                                                    | 1           | 1           | 26          | 1           | 11          | 4           | 14          | —           | —           | 1           | —           | 84          | - AUT: Platino - BEL: Oro - EU: Platino - FRA: Platino - GER: Oro (3) - ITA: Platino (5) - ITA (dopo il 2009): Oro - NLD: Oro - SWI: Platino (2) - US: Oro |
| 2007                                                                          | All the Best - Pubblicato: 23 novembre 2007 - Etichetta: Polydor, Universal - Formati: CD, download digitale                           | 1           | 6           | 50          | 51          | 28          | 16          | 64          | —           | —           | 2           | —           | —           | - ITA: Platino (5) - ITA (dopo il 2009): Platino - AUT: Oro - GER: Oro - SWI: Platino                                                                      |
| 2016                                                                          | Studio Vinyl Collection - Pubblicato: 23 settembre 2016 - Etichetta: Universal - Formati: LP Box Set                                   | 11          | —           | —           | —           | —           | —           | —           | —           | —           | —           | —           | —           | |
| 2017                                                                          | Wanted (The Best Collection) - Pubblicato: 3 novembre 2017 - Etichetta: Universal - Formati: 10 CD+DVD+LP, download digitale           | 3           | 20          | 113         | 108         | —           | 94          | —           | —           | —           | 15          | —           | —           | - ITA: Platino |
| 2018                                                                          | Wanted - Duets & Rarities - Pubblicato: 2 marzo 2018 - Etichetta: Universal - Formati: 2 LP                                            | 5           | —           | —           | —           | —           | —           | —           | —           | —           | —           | —           | —           | |
| 2021                                                                          | Inacustico D.O.C. & More - Pubblicato: 14 maggio 2021 - Etichetta: Polydor Records - Formati: 2 CD, 3 LP, download digitale, streaming | 7           | 15          | —           | —           | —           | 94          | —           | —           | —           | 10          | —           | —           | |
| "—" indica una pubblicazione non classificata o non pubblicata in quel paese. | |             |             |             |             |             |             |             |             |             |             |             |             | |

### Album di cover
| Anno                                                                          | Titolo | Classifiche | Classifiche | Classifiche | Classifiche | Classifiche | Classifiche | Classifiche | Classifiche | Classifiche | Certificazioni |
| Anno                                                                          | Titolo | ITA         | AUT         | BEL (FL)    | BEL (WA)    | FRA         | GER         | NLD         | SWE         | SWI         | Certificazioni |
| ----------------------------------------------------------------------------- | --- | ----------- | ----------- | ----------- | ----------- | ----------- | ----------- | ----------- | ----------- | ----------- | -------------- |
| 2021                                                                          | Discover - Pubblicato: 19 novembre 2021 - Etichetta: Universal - Formati: CD, LP, download digitale       | 4           | 16          | —           | 98          | —           | 51          | —           | —           | 10          | - ITA: Oro     |
| 2024                                                                          | Discover II - Pubblicato: 8 novembre 2024 - Etichetta: Universal/EMI - Formati: CD, LP, download digitale | 5           | 7           | —           | —           | —           | 68          | —           | —           | 4           |                |
| "—" indica una pubblicazione non classificata o non pubblicata in quel paese. | |             |             |             |             |             |             |             |             |             |                |

### Colonne sonore
| Anno | Titolo                                                                                       | Classifiche | Certificazioni |
| Anno | Titolo                                                                                       | ITA         | Certificazioni |
| ---- | -------------------------------------------------------------------------------------------- | ----------- | -------------- |
| 1988 | Snack Bar Budapest - Pubblicato: 11 novembre 1988 - Etichetta: Polydor - Formati: CD, LP, MC | 14          | - ITA: Oro     |
| 2002 | Spirit - Cavallo selvaggio - Etichetta: 2002 - Etichetta: A&M - Formati: non pubblicata      | —           |                |

### Altre attività
| Anno | Titolo | Classifiche | Certificazioni |
| Anno | Titolo | ITA         | Certificazioni |
| ---- | --- | ----------- | -------------- |
| 1993 | Walzer d'un Blues (con Adelmo e i suoi Sorapis) - Pubblicato: 1993 - Etichetta: Mercury - Formati: CD, LP, MC | 11          | - ITA: Oro     |

## Extended play
| Anno | Titolo                                                            |
| ---- | ----------------------------------------------------------------- |
| 1988 | Six Mix - Pubblicato: 1988 - Etichetta: Polydor - Formati: LP, MC |

## Singoli
| Anno | Singolo                                                | Classifiche | Classifiche | Classifiche | Classifiche | Classifiche | Classifiche | Classifiche | Classifiche | Classifiche | Classifiche | Classifiche | Classifiche | Classifiche | Certificazioni                                                           | Album di provenienza              |
| Anno | Singolo                                                | ITA         | AUT         | BEL (FL)    | BEL (WA)    | FRA         | GER         | IRL         | NLD         | NOR         | SWE         | SWI         | UK          | US          | Certificazioni                                                           | Album di provenienza              |
| --- | ------------------------------------------------------ | ----------- | ----------- | ----------- | ----------- | ----------- | ----------- | ----------- | ----------- | ----------- | ----------- | ----------- | ----------- | ----------- | ------------------------------------------------------------------------ | --------------------------------- |
| 1982 | Una notte che vola via                                 | 39          | —           | —           | —           | —           | —           | —           | —           | —           | —           | —           | —           | —           |                                                                          | Un po' di Zucchero                |
| 1983 | Nuvola                                                 | —           | —           | —           | —           | —           | —           | —           | —           | —           | —           | —           | —           | —           |                                                                          | Un po' di Zucchero                |
| 1983 | Sandra                                                 | —           | —           | —           | —           | —           | —           | —           | —           | —           | —           | —           | —           | —           |                                                                          | Un po' di Zucchero                |
| 1985 | Donne                                                  | 21          | —           | —           | —           | —           | —           | —           | —           | —           | —           | —           | —           | —           | - ITA (dopo il 2009): Oro                                                | Zucchero & The Randy Jackson Band |
| 1985 | Quasi quasi                                            | —           | —           | —           | —           | —           | —           | —           | —           | —           | —           | —           | —           | —           |                                                                          | Zucchero & The Randy Jackson Band |
| 1986 | Canzone triste                                         | 50          | —           | —           | —           | —           | —           | —           | —           | —           | —           | —           | —           | —           |                                                                          | Rispetto                          |
| 1986 | Come il sole all'improvviso (con Gino Paoli)           | 24          | —           | —           | —           | —           | —           | —           | —           | —           | —           | —           | —           | —           |                                                                          | Rispetto                          |
| 1986 | Rispetto                                               | —           | —           | —           | —           | —           | —           | —           | —           | —           | —           | —           | —           | —           |                                                                          | Rispetto                          |
| 1987 | Con le mani                                            | 27          | —           | —           | —           | —           | —           | —           | —           | —           | —           | —           | —           | —           |                                                                          | Blue's                            |
| 1987 | Senza una donna                                        | 17          | —           | —           | —           | —           | —           | —           | 28          | —           | —           | —           | —           | —           |                                                                          | Blue's                            |
| 1989 | Madre dolcissima                                       | —           | —           | —           | —           | —           | —           | —           | 49          | —           | —           | —           | —           | —           |                                                                          | Oro, incenso e birra              |
| 1989 | Diavolo in me                                          | 14          | —           | —           | —           | 39          | —           | —           | —           | —           | —           | —           | —           | —           |                                                                          | Oro, incenso e birra              |
| 1989 | Diamante                                               | 11          | —           | —           | —           | —           | —           | —           | 18          | —           | —           | —           | —           | —           | - ITA (dopo il 2009): Platino                                            | Oro, incenso e birra              |
| 1989 | Overdose (d'amore)                                     | 29          | —           | —           | —           | —           | —           | —           | —           | —           | —           | —           | —           | —           | - ITA (dopo il 2009): Oro                                                | Oro, incenso e birra              |
| 1991 | Senza una donna (Without a Woman) (con Paul Young)     | 1           | 8           | 1           | 1           | 2           | 2           | 2           | 2           | 1           | 1           | 2           | 4           | 5           | - ITA (dopo il 2009): Oro - NOR: Oro - SWE: Oro - SWI: Platino - US: Oro | Zucchero                          |
| 1991 | Wonderful World (con Eric Clapton)                     | —           | —           | 23          | —           | —           | 71          | —           | 42          | —           | —           | 17          | —           | —           |                                                                          | Zucchero                          |
| 1991 | Diamante (con Randy Crawford)                          | —           | —           | 9           | —           | 39          | 20          | —           | —           | 7           | —           | 11          | 44          | —           |                                                                          | Zucchero                          |
| 1992 | Miserere (con Luciano Pavarotti)                       | 10          | —           | 24          | —           | 37          | —           | —           | 41          | —           | —           | 22          | 15          | —           |                                                                          | Miserere                          |
| 1992 | Povero Cristo                                          | —           | —           | —           | —           | —           | —           | —           | —           | —           | —           | —           | —           | —           |                                                                          | Miserere                          |
| 1992 | L'urlo                                                 | —           | —           | —           | —           | —           | —           | —           | —           | —           | —           | —           | —           | —           |                                                                          | Miserere                          |
| 1992 | Il pelo nell'uovo                                      | —           | —           | —           | —           | —           | —           | —           | —           | —           | —           | —           | —           | —           |                                                                          | Miserere                          |
| 1992 | Come Back the Sun                                      | —           | —           | —           | —           | —           | —           | —           | —           | —           | —           | —           | —           | —           |                                                                          | Miserere                          |
| 1992 | It's All Right                                         | —           | —           | —           | —           | —           | —           | —           | —           | —           | —           | —           | —           | —           |                                                                          | Miserere                          |
| 1995 | Papà perché                                            | —           | —           | —           | —           | —           | —           | —           | —           | —           | —           | —           | —           | —           |                                                                          | Spirito DiVino                    |
| 1995 | Per colpa di chi                                       | 22          | —           | —           | —           | —           | —           | —           | —           | —           | —           | —           | —           | —           |                                                                          | Spirito DiVino                    |
| 1995 | Il volo                                                | 20          | —           | 5           | 3           | 2           | —           | —           | 17          | —           | —           | —           | —           | —           |                                                                          | Spirito DiVino                    |
| 1995 | Pane e sale                                            | —           | —           | —           | —           | 22          | —           | —           | —           | —           | —           | —           | —           | —           |                                                                          | Spirito DiVino                    |
| 1995 | Così celeste                                           | 11          | —           | —           | 36          | —           | 98          | —           | 73          | —           | —           | —           | —           | —           | - ITA (dopo il 2009): Oro                                                | Spirito DiVino                    |
| 1997 | Menta e rosmarino                                      | 13          | —           | —           | —           | 50          | —           | —           | 92          | —           | —           | —           | —           |             | The Best of Zucchero Sugar Fornaciari's Greatest Hits                    |                                   |
| 1997 | Eppure non t'amo                                       | —           | —           | —           | —           | —           | —           | —           | —           | —           | —           | —           | —           | —           | The Best of Zucchero Sugar Fornaciari's Greatest Hits                    |                                   |
| 1997 | Va pensiero                                            | 4           | 17          | —           | —           | —           | 52          | —           | —           | —           | 17          | 19          | —           | —           | The Best of Zucchero Sugar Fornaciari's Greatest Hits                    |                                   |
| 1998 | Blu                                                    | 2           | —           | —           | —           | 70          | —           | —           | —           | —           | —           | 35          | —           | —           | - ITA: Platino                                                           | Bluesugar                         |
| 1998 | Puro amore                                             | —           | —           | —           | —           | —           | —           | —           | —           | —           | —           | —           | —           | —           |                                                                          | Bluesugar                         |
| 1999 | You Make Me Feel Loved                                 | —           | —           | —           | —           | —           | —           | —           | —           | —           | —           | —           | —           | —           |                                                                          | Bluesugar                         |
| 1999 | Arcord                                                 | —           | —           | —           | —           | —           | —           | —           | —           | —           | —           | —           | —           | —           |                                                                          | Bluesugar                         |
| 2001 | Baila                                                  | 1           | —           | 23          | 18          | —           | 97          | —           | 90          | —           | —           | 3           | —           | —           | - ITA: Platino - ITA (dopo il 2009): Platino - SWI: Oro                  | Shake                             |
| 2001 | Ahum                                                   | 16          | —           | 44          | 57          | —           | 84          | —           | —           | —           | —           | 72          | —           | —           |                                                                          | Shake                             |
| 2002 | Dindondio                                              | 31          | —           | —           | 56          | —           | —           | —           | —           | —           | —           | —           | —           | —           |                                                                          | Shake                             |
| 2002 | Sento le campane                                       | —           | —           | —           | —           | —           | —           | —           | —           | —           | —           | —           | —           | —           |                                                                          | Shake                             |
| 2002 | Rossa mela della sera                                  | —           | —           | —           | —           | —           | —           | —           | —           | —           | —           | —           | —           | —           |                                                                          | Shake                             |
| 2002 | Scintille                                              | —           | —           | —           | —           | —           | —           | —           | —           | —           | —           | —           | —           | —           |                                                                          | Shake                             |
| 2003 | World (con Anggun)                                     | 6           | —           | —           | —           | —           | —           | —           | —           | —           | —           | 37          | —           | —           |                                                                          | /                                 |
| 2004 | Il grande Baboomba (con Mousse T.)                     | 8           | —           | —           | —           | —           | —           | —           | —           | —           | —           | 16          | —           | —           | - ITA: Platino                                                           | Zu & Co.                          |
| 2004 | Indaco dagli occhi del cielo (con Vanessa Carlton)     | 21          | 56          | 63          | 48          | 39          | —           | —           | 90          | —           | —           | —           | —           | —           |                                                                          | Zu & Co.                          |
| 2005 | Blue (con Ilse DeLange)                                | —           | —           | —           | —           | —           | —           | —           | 10          | —           | —           | —           | —           | —           |                                                                          | Zu & Co.                          |
| 2006 | Baila Morena (con i Maná)                              | —           | —           | —           | 3           | 1           | —           | —           | —           | —           | —           | 10          | —           | —           | - SPA: Platino - SPA (dopo il 2005): Oro                                 | Zu & Co.                          |
| 2006 | Bacco perbacco                                         | 2           | —           | —           | —           | —           | —           | —           | —           | —           | —           | 32          | —           | —           | - ITA: Platino                                                           | Fly                               |
| 2006 | Cuba Libre                                             | —           | —           | —           | —           | —           | —           | —           | —           | —           | —           | —           | —           | —           |                                                                          | Fly                               |
| 2006 | Occhi                                                  | 5           | —           | —           | —           | —           | 60          | —           | —           | —           | —           | 56          | —           | —           | - ITA: Platino - ITA:(dopo il 2009): Oro                                 | Fly                               |
| 2006 | È delicato                                             | 35          | —           | —           | —           | —           | —           | —           | —           | —           | —           | —           | —           | —           | - ITA:(dopo il 2009): Oro                                                | Fly                               |
| 2007 | Un kilo                                                | 12          | —           | —           | —           | —           | —           | —           | —           | —           | —           | —           | —           | —           | - ITA: Platino                                                           | Fly                               |
| 2007 | Wonderful Life                                         | 4           | —           | —           | 54          | —           | —           | —           | —           | —           | —           | —           | —           | —           | - ITA: Platino                                                           | All the Best                      |
| 2008 | Amen                                                   | 42          | —           | —           | —           | —           | —           | —           | —           | —           | —           | —           | —           | —           |                                                                          | All the Best                      |
| 2008 | Tutti i colori della mia vita                          | 7           | —           | —           | —           | —           | —           | —           | —           | —           | —           | —           | —           | —           |                                                                          | All the Best                      |
| 2008 | Una carezza                                            | 4           | —           | —           | —           | —           | —           | —           | —           | —           | —           | —           | —           | —           |                                                                          | Live in Italy                     |
| 2010 | È un peccato morir                                     | 5           | —           | —           | —           | —           | —           | —           | —           | —           | —           | 41          | —           | —           | - ITA: Oro                                                               | Chocabeck                         |
| 2011 | Un soffio caldo                                        | 41          | —           | —           | —           | —           | —           | —           | —           | —           | —           | —           | —           | —           |                                                                          | Chocabeck                         |
| 2011 | Vedo nero                                              | 16          | —           | —           | —           | —           | —           | —           | —           | —           | —           | 71          | —           | —           | - ITA: Platino                                                           | Chocabeck                         |
| 2011 | Chocabeck                                              | 38          | —           | 43          | 64          | —           | —           | —           | —           | —           | —           | —           | —           | —           |                                                                          | Chocabeck                         |
| 2011 | Il suono della domenica                                | —           | —           | —           | —           | —           | —           | —           | —           | —           | —           | —           | —           | —           |                                                                          | Chocabeck                         |
| 2012 | Guantanamera (Guajira)                                 | 11          | —           | —           | —           | —           | —           | —           | —           | —           | —           | —           | —           | —           | - ITA: Platino                                                           | La sesión cubana                  |
| 2013 | Love Is All Around                                     | —           | —           | —           | —           | —           | —           | —           | —           | —           | —           | —           | —           | —           |                                                                          | La sesión cubana                  |
| 2013 | Nena                                                   | —           | —           | —           | —           | —           | —           | —           | —           | —           | —           | —           | —           | —           |                                                                          | La sesión cubana                  |
| 2013 | Quale senso abbiamo noi                                | 27          | —           | —           | —           | —           | —           | —           | —           | —           | —           | —           | —           | —           |                                                                          | Una rosa blanca                   |
| 2015 | Un zombie a la intemperie (con Alejandro Sanz)         | —           | —           | —           | —           | —           | —           | —           | —           | —           | —           | —           | —           | —           |                                                                          | /                                 |
| 2016 | Partigiano reggiano                                    | 60          | —           | —           | —           | —           | —           | —           | —           | —           | —           | —           | —           | —           | - ITA: Oro                                                               | Black Cat                         |
| 2016 | Voci                                                   | —           | —           | —           | 157         | —           | —           | —           | —           | —           | —           | —           | —           | —           |                                                                          | Black Cat                         |
| 2016 | 13 buone ragioni                                       | —           | —           | —           | —           | —           | —           | —           | —           | —           | —           | —           | —           | —           | - ITA: Oro                                                               | Black Cat                         |
| 2016 | Turn the World Down                                    | —           | —           | —           | —           | —           | —           | —           | —           | —           | —           | —           | —           | —           |                                                                          | Black Cat                         |
| 2017 | Ci si arrende                                          | —           | —           | —           | —           | —           | —           | —           | —           | —           | —           | —           | —           | —           |                                                                          | Black Cat                         |
| 2017 | L'anno dell'amore                                      | —           | —           | —           | —           | —           | —           | —           | —           | —           | —           | —           | —           | —           |                                                                          | Black Cat                         |
| 2017 | Un'altra storia                                        | —           | —           | —           | —           | —           | —           | —           | —           | —           | —           | —           | —           | —           |                                                                          | Wanted                            |
| 2019 | Freedom                                                | —           | —           | —           | 34          | —           | —           | —           | —           | —           | —           | —           | —           | —           |                                                                          | D.O.C.                            |
| 2019 | Spirito nel buio                                       | —           | —           | —           | —           | —           | —           | —           | —           | —           | —           | —           | —           | —           |                                                                          | D.O.C.                            |
| 2020 | La canzone che se ne va                                | —           | —           | —           | —           | —           | —           | —           | —           | —           | —           | —           | —           | —           |                                                                          | D.O.C.                            |
| 2020 | Soul Mama                                              | —           | —           | —           | —           | —           | —           | —           | —           | —           | —           | —           | —           | —           |                                                                          | D.O.C.                            |
| 2020 | September (con Sting)                                  | —           | —           | —           | —           | —           | —           | —           | —           | —           | —           | —           | —           | —           |                                                                          | D.O.C.                            |
| 2021 | Facile                                                 | —           | —           | —           | —           | —           | —           | —           | —           | —           | —           | —           | —           | —           |                                                                          | D.O.C.                            |
| 2021 | Follow You Follow Me                                   | —           | —           | —           | —           | —           | —           | —           | —           | —           | —           | —           | —           | —           |                                                                          | Discover                          |
| 2021 | The Scientist                                          | —           | —           | —           | —           | —           | —           | —           | —           | —           | —           | —           | —           | —           |                                                                          | Discover                          |
| 2022 | Fiore di maggio                                        | —           | —           | —           | —           | —           | —           | —           | —           | —           | —           | —           | —           | —           |                                                                          | Discover                          |
| 2024 | Senza una donna (Without a Woman) (con Jack Savoretti) | —           | —           | —           | —           | —           | —           | —           | —           | —           | —           | —           | —           | —           |                                                                          | Discover II                       |
| 2024 | Overdose d'amore 2024 (con Salmo)                      | 68          | —           | —           | —           | —           | —           | —           | —           | —           | —           | —           | —           | —           |                                                                          | Discover II                       |
| 2024 | Amor che muovi il Sole                                 | —           | —           | —           | —           | —           | —           | —           | —           | —           | —           | —           | —           | —           |                                                                          | Discover II                       |
| 2024 | Acquarello                                             | —           | —           | —           | —           | —           | —           | —           | —           | —           | —           | —           | —           | —           |                                                                          | Discover II                       |
| "—" indica una pubblicazione che non si è classificata, che non è stata pubblicata in quel paese, o di cui non è stata ancora trovata una fonte ufficiale. |                                                        |             |             |             |             |             |             |             |             |             |             |             |             |             |                                                                          |                                   |

## Videografia

### Album video
- 1991 – Live at the Kremlin
- 2004 – ZU & Co. Live at the Royal Albert Hall London 6th May 2004
- 2007 – All the Best
- 2008 – Live in Italy
- 2010 – Chocabeck
- 2012 – La sesión cubana
- 2016 – Black Cat

### Video musicali
| Anno | Titolo                                                                            | Regista/i                       |
| ---- | --------------------------------------------------------------------------------- | ------------------------------- |
| 1985 | Donne [prima versione]                                                            | Giacomo De Simone               |
| 1985 | Per una delusione in più                                                          |                                 |
| 1986 | Canzone triste                                                                    | Giacomo De Simone               |
| 1986 | Rispetto                                                                          | Giacomo De Simone               |
| 1987 | Con le mani                                                                       | Stefano Salvati                 |
| 1987 | Senza una donna                                                                   |                                 |
| 1987 | Dune mosse (feat. Miles Davis)                                                    | Stefano Salvati                 |
| 1987 | Solo una sana e consapevole libidine...                                           |                                 |
| 1987 | Non ti sopporto più                                                               |                                 |
| 1989 | Salvami l'anima                                                                   | Stefano Salvati                 |
| 1989 | Mama (feat. Stevie Ray Vaughan)                                                   | Russel Young                    |
| 1989 | Diavolo in me                                                                     | Giacomo De Simone               |
| 1989 | Diamante / Diamond                                                                | Stefano Salvati                 |
| 1989 | Overdose (d'amore)                                                                | Giacomo De Simone               |
| 1989 | Il mare (impetuoso al tramonto salì sulla Luna e dietro una tendina di stelle...) | Stefano Salvati                 |
| 1989 | Iruben Me                                                                         |                                 |
| 1991 | Senza una donna (Without a Woman) (feat. Paul Young)                              | Russel Young                    |
| 1991 | Wonderful World (feat. Eric Clapton)                                              |                                 |
| 1991 | Anytime                                                                           | Stefano Salvati                 |
| 1992 | L'urlo                                                                            | Stefano Salvati                 |
| 1992 | Miserere (feat. Luciano Pavarotti)                                                | Stefano Salvati                 |
| 1992 | Il pelo nell'uovo                                                                 | Stefano Salvati                 |
| 1993 | Ridammi il Sole                                                                   | Samuel Bayer                    |
| 1994 | Donne [seconda versione] / Chicas                                                 | Stefano Salvati                 |
| 1995 | Papà perché                                                                       | Giuseppe Capotondi              |
| 1995 | X colpa di chi?                                                                   | Stefano Salvati                 |
| 1995 | Il volo / El vuelo                                                                | Stefano Salvati                 |
| 1995 | Pane e sale / Feels Like a Woman                                                  |                                 |
| 1996 | Così celeste                                                                      | Olivier Dahan                   |
| 1997 | Menta e rosmarino                                                                 | Stefano Salvati                 |
| 1997 | Eppure non t'amo / Pero no te amo                                                 | Olivier Dahan                   |
| 1997 | Va' pensiero                                                                      | Stefano Salvati                 |
| 1998 | Blu                                                                               | Michael Geoghegan               |
| 1998 | Puro amore / If Not Tonight                                                       | Stefano Salvati                 |
| 1999 | You Make Me Feel Loved                                                            | Stefano Salvati                 |
| 1999 | Arcord                                                                            | Stefano Salvati                 |
| 2001 | Baila (Sexy Thing)                                                                | Kevin Godley                    |
| 2001 | Ahum / I'm in Trouble                                                             | Kevin Godley                    |
| 2002 | Dindondio                                                                         |                                 |
| 2002 | Sento le campane                                                                  |                                 |
| 2004 | Il grande Baboomba / Mama Get Real (feat. Mousse T)                               | Maki Gherzi                     |
| 2004 | Indaco dagli occhi del cielo (feat. Vanessa Carlton)                              | Stefano Salvati                 |
| 2006 | Bacco perbacco / Venus y Baco                                                     | Meiert Avis                     |
| 2006 | Cuba Libre                                                                        | Stefano Salvati                 |
| 2006 | Troppa fedeltà                                                                    | Stefano Salvati                 |
| 2006 | Occhi / Flying Away                                                               | Ago Panini, Kroitnijz           |
| 2007 | È delicato                                                                        | Kal Karman                      |
| 2007 | Quanti anni ho                                                                    | Stefano Salvati                 |
| 2007 | Un kilo                                                                           | Ambrogio Lo Giudice             |
| 2007 | Wonderful Life                                                                    | Kal Karman                      |
| 2008 | Una carezza                                                                       |                                 |
| 2010 | Alla fine                                                                         | Simone Varano                   |
| 2010 | È un peccato morir / Glory                                                        | Simone Varano                   |
| 2011 | Un soffio caldo                                                                   | Simone Varano                   |
| 2011 | Oltre le rive                                                                     | Simone Varano                   |
| 2011 | Vedo nero / Devil in My Mirror                                                    | Gaetano Morbioli                |
| 2011 | Chocabeck / Spirit Together                                                       | Simone Varano                   |
| 2011 | Il suono della domenica / Someone Else's Tears                                    | Simone Varano                   |
| 2011 | God Bless the Child                                                               | Simone Varano                   |
| 2011 | Soldati nella mia città                                                           | Simone Varano                   |
| 2011 | Un uovo sodo                                                                      | Simone Varano                   |
| 2012 | Guantanamera (Guajira)                                                            | Gordon Weiske                   |
| 2013 | Love Is All Around                                                                | Gordon Weiske                   |
| 2013 | Nena                                                                              | Cristian Biondani               |
| 2013 | Quale senso abbiamo noi                                                           | Cristian Biondani               |
| 2013 | Never Is a Moment                                                                 |                                 |
| 2016 | Partigiano reggiano                                                               | Gaetano Morbioli                |
| 2016 | Voci                                                                              | Gaetano Morbioli                |
| 2016 | 13 buone ragioni                                                                  | Gaetano Morbioli                |
| 2016 | Fatti di sogni / Hechos de Sueños (feat. Alejandro Sanz)                          | Gaetano Morbioli                |
| 2016 | Turn the World Down                                                               | Nikolai Galitzine               |
| 2016 | Ti voglio sposare (feat. Tomoyasu Hotei)                                          | Gaetano Morbioli                |
| 2016 | Streets of Surrender (S.O.S.) (feat. Mark Knopfler)                               | Gaetano Morbioli                |
| 2017 | Ci si arrende (feat. Mark Knopfler)                                               | Gaetano Morbioli                |
| 2017 | L'anno dell'amore                                                                 | Gaetano Morbioli                |
| 2017 | Ten More Days                                                                     | Gaetano Morbioli                |
| 2017 | Hey Lord                                                                          | Gaetano Morbioli                |
| 2017 | La tortura della Luna                                                             | Gaetano Morbioli                |
| 2017 | Love Again                                                                        | Nikolai Galitzine               |
| 2017 | Terra Incognita                                                                   | Gaetano Morbioli                |
| 2017 | Un'altra storia                                                                   | Fabrizio Conte, Tommaso Cardile |
| 2019 | Freedom / My Freedom                                                              | Gaetano Morbioli                |
| 2019 | Spirito nel buio                                                                  | Gaetano Morbioli                |
| 2020 | La canzone che se ne va                                                           | Gaetano Morbioli                |
| 2020 | Soul Mama                                                                         | Gaetano Morbioli                |
| 2020 | September (feat. Sting)                                                           | Gaetano Morbioli                |
| 2020 | Succede                                                                           | Gaetano Morbioli                |
| 2020 | Don't Cry Angelina                                                                | Gaetano Morbioli                |
| 2020 | Wichita Lineman                                                                   | Gaetano Morbioli                |
| 2021 | Facile                                                                            | Gaetano Morbioli                |
| 2021 | Non illudermi così                                                                | Gaetano Morbioli                |
| 2021 | Follow You Follow Me                                                              | Attilio Cusani                  |
| 2022 | Fiore di maggio                                                                   | Gaetano Morbioli                |
| 2024 | Senza una donna (Without a Woman) (feat. Jack Savoretti)                          | Chris Floyd                     |
| 2024 | Overdose d'amore 2024 (feat. Salmo)                                               | Antonio Giampaolo               |
| 2024 | Amor che muovi il Sole                                                            | Marc Lucas                      |

- 1985 – Un piccolo aiuto
- 1987 – Bambino io, bambino tu
- 1989 – Libera l'amore

## Collaborazioni
Zucchero vanta un ragguardevole numero di collaborazioni sia a livello nazionale che internazionale con musicisti, cantanti e autori.

### Cover da parte di altri artisti
| Brano musicale                 | Artista                   | Anno | Album di provenienza                                              | Note |
| ------------------------------ | ------------------------- | ---- | ----------------------------------------------------------------- | --- |
| Ahum                           | Ima                       | 2005 | Pardonne-Moi Si Je T'Aime                                         | versione francese, con il titolo Aum                                                                        |
| Ahum                           | Ima                       | 2012 | Best Of 2002-12                                                   | versione francese, con il titolo Aum                                                                        |
| Baila                          | Ima                       | 2002 | Ima                                                               | |
| Baila                          | Ima                       | 2007 | Ima Ré-édition                                                    | |
| Baila                          | Ima                       | 2007 | Ima Ré-édition                                                    | versione francese                                                                                           |
| Baila                          | Ima                       | 2007 | Ima Ré-édition                                                    | versione Dance Mix                                                                                          |
| Baila                          | Ima                       | 2007 | Ima Ré-édition                                                    | versione inglese All Night Mix                                                                              |
| Baila                          | Ima                       | 2012 | Best Of 2002-12                                                   | |
| Baila                          | Maquinaria Band           | 2008 | Buena Jugada                                                      | |
| Baila                          | Alejandro Sanz            | 2015 | Sirope Vivo                                                       | con Zucchero, dal vivo                                                                                      |
| Bambino io, bambino tu         | Gino Paoli                | 1989 | '89 dal vivo                                                      | dal vivo |
| Blu                            | Ilse DeLange              | 2006 | The Great Escape                                                  | versione inglese, con Zucchero                                                                              |
| Come il sole all'improvviso    | Randy Crawford            | 1992 | Through the Eyes of Love                                          | versione inglese, con il titolo di Like the Sun (From Out of Nowhere)                                       |
| Come il sole all'improvviso    | Laura Pausini             | 2006 | Io canto                                                          | con Johnny Hallyday                                                                                         |
| Come il sole all'improvviso    | Laura Pausini             | 2006 | Yo canto                                                          | versione in spagnolo, con il titolo Como el sol inesperado                                                  |
| Come il sole all'improvviso    | Laura Pausini             | 2007 | San Siro 2007                                                     | dal vivo, all'interno del medley                                                                            |
| Con le mani                    | Neri per Caso             | 1995 | Le ragazze                                                        | |
| Così celeste                   | Cheb Mami                 | 2003 | Du Sud Au Nord                                                    | con Zucchero                                                                                                |
| Così celeste                   | Cheb Mami                 | 2004 | Live Au Grand Rex                                                 | con Zucchero, dal vivo                                                                                      |
| Così celeste                   | Helgi Björnsson           | 2015 | Jólagestir Björgvins - Vinsælustu Lögin 1987–2014                 | con il titolo Ef ég nenni                                                                                   |
| Così celeste                   | Luciano Pavarotti         | 1996 | Pavarotti & Friends together for the children of Bosnia           | con Zucchero                                                                                                |
| Così celeste                   | Sergio Dalma              | 2005 | Todo lo que quieres                                               | con Zucchero, con il titolo Asì celeste                                                                     |
| Diamante                       | Randy Crawford            | 1992 | Through the Eyes of Love                                          | versione inglese, con Zucchero                                                                              |
| Diamante                       | Randy Crawford            | 2005 | The Ultimate Collection                                           | versione inglese, con Zucchero                                                                              |
| Diamante                       | Randy Crawford            | 2011 | The Best of                                                       | versione inglese, con Zucchero                                                                              |
| Diamante                       | Anna Oxa                  | 1993 | Cantautori                                                        | |
| Diamante                       | Mia Martini               | 1994 | La musica che mi gira intorno                                     | |
| Diamante                       | Marco Borsato             | 1994 | Marco                                                             | versione olandese, con il titolo Domenica                                                                   |
| Diamante                       | Bernhard Brink            | 1999 | Alles Auf Sieg                                                    | versione olandese, con il titolo Domenica                                                                   |
| Diamante                       | Bernhard Brink            | 2003 | Das Beste                                                         | versione olandese, con il titolo Domenica                                                                   |
| Diamante                       | Rob de Nijs               | 1994 | Iets Van Een Wonder                                               | versione olandese, con il titolo Domenica                                                                   |
| Diamante                       | Fabio Concato             | 2016 | Non smetto di ascoltarti                                          | con Fabrizio Bosso e Julian Oliver Mazzariello                                                              |
| Diamante                       | Francesco De Gregori      | 2006 | Tra un manifesto e lo specchio                                    | versione demo 2004                                                                                          |
| Diamante                       | Lele                      | 2016 | Costruire                                                         | |
| Diamante                       | Peter Maffay              | 2020 | Peter Maffay Und...                                               | versione inglese, con Zucchero                                                                              |
| Diamante                       | Gianna Nannini            | 2021 | -                                                                 | con Francesco De Gregori                                                                                    |
| Diamante                       | Roy Black                 | 1989 | Ein Hauch Von Sinnlichkeit                                        | versione in tedesco, con il titolo Die Nacht Kennt Den Morgen                                               |
| Diamante                       | Sandra Reemer             | 1992 | Valley of Emotions                                                | versione inglese, con il titolo Domenica                                                                    |
| Diamante                       | Tina Selini               | 1990 | Aphrodite                                                         | versione olandese, con il titolo Kalter Regen                                                               |
| Diavolo in me                  | Nabil Salameh             | 1999 | -                                                                 | con Zucchero                                                                                                |
| Diavolo in me                  | Tony Cetinski             | 1998 | A1                                                                | versione croata                                                                                             |
| Diavolo in me                  | Wilkins                   | 1991 | Todo ritmo... En vivo en bellas artes                             | versione in spagnolo dal vivo, con il titolo Un angel                                                       |
| Donne                          | Juan Santana              | 1986 | Quiéreme a tu modo                                                | versione in spagnolo, con il titolo Un tonto más (Donne)                                                    |
| Donne                          | Ana Belén                 | 1991 | Como Una Novia                                                    | versione in spagnolo, con il titolo Hombres (Donne)                                                         |
| Donne                          | Fiorello                  | 1991 | Veramente falso                                                   | |
| Donne                          | Fiorello                  | 1997 | Dai miei amici cantautori                                         | versione remix di Molella                                                                                   |
| Donne                          | Neri per Caso             | 1995 | Le ragazze                                                        | |
| Dune mosse                     | Gloria                    | 1995 | Le voci di dentro                                                 | |
| Dune mosse                     | Gloria                    | 1996 | Gloria                                                            | |
| Dune mosse                     | Ornella Vanoni            | 2009 | Più di te                                                         | |
| Dune mosse                     | Ornella Vanoni            | 2010 | Live al Blue Note                                                 | dal vivo |
| Dune mosse                     | Giorgia                   | 2018 | Pop Heart                                                         | |
| Dune mosse                     | Miles Davis               | 2011 | 1986-1991 The Warner Years                                        | con Zucchero                                                                                                |
| Hai scelto me                  | Milva                     | 1989 | Das Beste Milva Live - In Concert                                 | |
| Hey Man                        | B.B. King                 | 2024 | Featuring                                                         | in due versioni, entrambe con Zucchero: una dal vivo, l'altra in studio con il titolo Hey Man - Sing a Song |
| Hey Man                        | Luciano Pavarotti         | 1999 | Pavarotti & Friends for Guatemala & Kosovo                        | cantata da Zucchero e B.B. King                                                                             |
| Hey Man                        | Nomadi                    | 2010 | Raccontiraccolti                                                  | con Zucchero                                                                                                |
| Il mare                        | Lavrentis Machairitsas    | 2012 | I Aggeli Zoun Akomi Sti Mesogio                                   | versione in greco                                                                                           |
| Il suono della domenica        | Fabrizio Sotti            | 2013 | Right Now                                                         | cover di Someone Else's Tears, con Zucchero                                                                 |
| Il suono della domenica        | Fabrizio Sotti            | 2014 | A Few Possibilities                                               | cover di Someone Else's Tears, con Zucchero                                                                 |
| Il suono della domenica        | Patrick Fiori             | 2022 | Corsu Mezu Mezu 2                                                 | versione in lingua corsa, con il titolo Il suono di a dumenica - Il suono della domenica, con Zucchero      |
| Il volo                        | Lis Sørensen              | 1998 | Kærtegn                                                           | versione in danese, con il titolo Du Er Mit Anker                                                           |
| Il volo                        | Kelly & Beacco            | 2005 | Akapela 1&1                                                       | con Zucchero                                                                                                |
| Il volo                        | Al Bano                   | 2010 | The Great Italian Songbook                                        | |
| Il volo                        | Amaury Vassili            | 2010 | Canterò                                                           | |
| Il volo                        | Hélène Ségara             | 2016 | Amaretti                                                          | versione francese, con il titolo L'Envol (Il volo)                                                          |
| Il volo                        | Ronan Keating             | 2003 | Turn It On                                                        | versione inglese, con Zucchero                                                                              |
| Libera l'amore                 | Ennio Morricone           | 1999 | Canto Morricone vol. 4                                            | cantata da Zucchero                                                                                         |
| Libera l'amore                 | Ennio Morricone           | 2014 | L'Essentiel de Ennio Morricone                                    | cantata da Zucchero                                                                                         |
| Libera l'amore                 | Ennio Morricone           | 2016 | Ricordare the Songs of Ennio Morricone                            | cantata da Zucchero                                                                                         |
| L'urlo                         | Luciano Pavarotti         | 1993 | Pavarotti & Friends                                               | cantata da Zucchero                                                                                         |
| Madre dolcissima               | Julia Neigel              | 2006 | Stimme Mit Flügeln                                                | |
| Mama                           | Erick Benzi               | 2000 | Qui Sait?                                                         | cantata da Zucchero e Johnny Hallyday                                                                       |
| Mama                           | Johnny Hallyday           | 2008 | Hallyday Attitude - Long Box Johnny Hallyday - Volume 3 1985/2004 | con Zucchero                                                                                                |
| Mama                           | Johnny Hallyday           | 2012 | Johnny Hallyday                                                   | con Zucchero                                                                                                |
| Mama                           | Johnny Hallyday           | 2013 | Best Of 70e Anniversaire                                          | con Zucchero                                                                                                |
| Miserere                       | Andrea Bocelli            | 1994 | Il mare calmo della sera                                          | |
| Miserere                       | Andrea Bocelli            | 1996 | Romanza                                                           | con John Miles                                                                                              |
| Miserere                       | Andrea Bocelli            | 2015 | The Complete Pop Albums - Remastered                              | con John Miles                                                                                              |
| Miserere                       | Andrea Bocelli            | 2016 | Romanza 20th Anniversary Edition                                  | con John Miles                                                                                              |
| Miserere                       | Amaury Vassili            | 2010 | Canterò                                                           | versione inglese, con Davide Esposito                                                                       |
| Miserere                       | Bruno Pelletier           | 1997 | Miserere                                                          | versione inglese                                                                                            |
| Miserere                       | Bruno Pelletier           | 2001 | Sur Scène                                                         | versione inglese                                                                                            |
| Miserere                       | Daniel Hůlka              | 1997 | Daniel Hůlka                                                      | con il titolo di Moje Miserere                                                                              |
| Miserere                       | Garry Hagger              | 2006 | De Kracht Van De Liefde                                           | versione inglese                                                                                            |
| Miserere                       | John Miles                | 2009 | Best of Night of the Proms                                        | versione inglese dal vivo, con Tony Henry                                                                   |
| Miserere                       | Luciano Pavarotti         | 1993 | Pavarotti & Friends                                               | con Zucchero, dal vivo                                                                                      |
| Miserere                       | Luciano Pavarotti         | 2008 | The Duets                                                         | con Zucchero                                                                                                |
| Miserere                       | Luciano Pavarotti         | 2016 | Christmas with Pavarotti                                          | con Zucchero, dal vivo                                                                                      |
| Miserere                       | Luciano Pavarotti         | 2019 | The Greatest Hits                                                 | con Zucchero                                                                                                |
| Miserere                       | Mario Frangoulis          | 2000 | Odio Irodou Tou Attikou: Zontani Ihografisi                       | |
| Miserere                       | Rhydian                   | 2014 | One Day Like This                                                 | con Bonnie Tyler                                                                                            |
| Miserere                       | Russell Watson            | 2000 | The Voice                                                         | |
| Miserere                       | The Italian Tenors        | 2012 | That's Amore                                                      | |
| Miserere                       | The Ten Tenors            | 2011 | Double Platinum                                                   | |
| Muoio per te                   | Luciano Pavarotti         | 1993 | Pavarotti & Friends                                               | cantata da Zucchero e Sting                                                                                 |
| My Love                        | Luciano Pavarotti         | 1996 | Pavarotti & Friends for war child                                 | cantata da Zucchero                                                                                         |
| My Love                        | Freddy Sahin-Scholl       | 2010 | Carpe Diem                                                        | |
| Overdose (d'amore)             | Club Dogo                 | 2014 | Non siamo più quelli di Mi fist                                   | campionata all'interno del brano Sai zio                                                                    |
| Overdose (d'amore)             | Salmo                     | 2024 | -                                                                 | con il titolo Overdose d'amore 2024, con Zucchero                                                           |
| Per colpa di chi?              | Luciano Pavarotti         | 1996 | Pavarotti & Friends together for the children of Bosnia           | cantata da Zucchero                                                                                         |
| Per colpa di chi?              | Marco Borsato             | 1997 | De Waarheid                                                       | in olandese, con il titolo Wie (X colpa di chi?)                                                            |
| Per colpa di chi?              | Manuel Mijares            | 2000 | Historias de un amor...                                           | in spagnolo, con il titolo Por culpa de quién?                                                              |
| Per colpa di chi?              | Manuel Mijares            | 2007 | Éxitos                                                            | in spagnolo, con il titolo Por culpa de quién?                                                              |
| Per colpa di chi?              | Solis String Quartet      | 2009 | R.Evolution                                                       | cantata da Zucchero                                                                                         |
| Quasi Quasi                    | Lucía Méndez              | 1991 | Bésame                                                            | versione in spagnolo, in duplice edizione, con il titolo Casi casi                                          |
| Senza una donna                | Paul Young                | 1991 | From Time to Time - The Singles Collection                        | con Zucchero                                                                                                |
| Senza una donna                | Paul Young                | 1995 | Best Ballads                                                      | con Zucchero                                                                                                |
| Senza una donna                | Paul Young                | 1996 | Love Songs                                                        | con Zucchero                                                                                                |
| Senza una donna                | Paul Young                | 2003 | The Essential Paul Young                                          | con Zucchero                                                                                                |
| Senza una donna                | Paul Young                | 2015 | Tomb Of Memories - The CBS Years 1982-1994                        | con Zucchero                                                                                                |
| Senza una donna                | Bastos & Ritchie          | 1991 |                                                                   | |
| Senza una donna                | Ricchi e Poveri           | 1992 | Allegro italiano                                                  | |
| Senza una donna                | Al Bano                   | 2004 | La mia Italia                                                     | |
| Senza una donna                | Claudio Capéo             | 2020 | Penso a te                                                        | con Davide Esposito                                                                                         |
| Senza una donna                | Jack Savoretti            | 2024 | Miss Italia                                                       | con Zucchero                                                                                                |
| Senza una donna                | London Symphony Orchestra | 1991 | Rock Symphonies Vol. III                                          | |
| Senza una donna                | Marshall & Alexander      | 2006 | Try to Remember                                                   | |
| Senza una donna                | Marco Borsato             | 2006 | Symphonica in rosso                                               | all'interno di un medley                                                                                    |
| Senza una donna                | Sergio Dalma              | 2011 | Via Dalma II                                                      | in due versioni, di cui una acustica, con il titolo Estoy bien así (Senza una donna)                        |
| Senza una donna                | Sergio Dalma              | 2011 | Via Dalma II                                                      | versione in catalano                                                                                        |
| Senza una donna                | Sergio Dalma              | 2013 | T'estimo                                                          | versione in catalano, con il titolo Sense una dona                                                          |
| Senza una donna                | The Italian Tenors        | 2012 | That's Amore                                                      | |
| (Temporaneamente) x sempre tuo | Ima                       | 2005 | Pardonne-Moi Si Je T'Aime                                         | versione francese, con il titolo Vivants                                                                    |
| Un kilo                        | Donia Samir Ghanem        | 2014 | Wahda Tanya Khales                                                | versione in arabo, con il titolo El Wad El Lou                                                              |
| Un'orgia di anime perse        | Toinen Kierros            | 1999 | Tyylirikkoja Heiskasen Baarin Jukeboxissa                         | versione in finlandese, con il titolo Huoletonta Aikaa                                                      |
| Un piccolo aiuto               | Loretta Goggi             | 1986 | C'è poesia                                                        | con Zucchero                                                                                                |
| Un piccolo aiuto               | Rossana Casale            | 1989 | Frammenti                                                         | con Zucchero                                                                                                |
| Un soffio caldo                | Anne Haigis               | 2021 | Carry On                                                          | |
| Va pensiero                    | Luciano Pavarotti         | 1998 | Pavarotti & Friends for the children of Liberia                   | cantata con Zucchero                                                                                        |
| Wonderful World                | Eric Clapton              | 2003 | In The Blues With EC3                                             | con Zucchero                                                                                                |
| Wonderful World                | Luciano Pavarotti         | 2000 | Pavarotti & Friends for Cambogia and Tibet                        | cantata da Zucchero                                                                                         |

### Partecipazioni in album di altri artisti
| Artista                     | Canzone                                  | Autori | Anno | Album                                                                   | Note |
| --------------------------- | ---------------------------------------- | --- | ---- | ----------------------------------------------------------------------- | --- |
| 2Cellos                     | Il libro dell'amore                      | musica: Stephin Merritt; testo: Zucchero                                                                                | 2013 | In2ition                                                                | cantata da Zucchero, cover di The Book of Love                                                                                             |
| Alan Simon                  | World                                    | Alan Simon | 2003 | Gaïa                                                                    | cantata da Zucchero e Anggun |
| Alan Simon                  | World                                    | Alan Simon | 2014 | Songwriter                                                              | cantata da Zucchero e Anggun |
| Alannah Myles               | What Are We Waiting For                  | Phil Roy, Simon Wilson, Siobahn Maher                                                                                   | 1999 | The Very Best Of                                                        | con Zucchero, nella colonna sonora de Il mistero del principe Valiant                                                                      |
| Alannah Myles               | What Are We Waiting For                  | Phil Roy, Simon Wilson, Siobahn Maher                                                                                   | 2001 | Myles & More The Very Best Of                                           | con Zucchero, nella colonna sonora de Il mistero del principe Valiant                                                                      |
| Alejandro Sanz              | Un zombie a la intemperie                | musica: Alejandro Sanz; testo: Alejandro Sanz, Zucchero                                                                 | 2015 | Sirope                                                                  | con Zucchero |
| Alejandro Sanz              | Un zombie a la intemperie                | musica: Alejandro Sanz; testo: Alejandro Sanz, Zucchero                                                                 | 2015 | Sirope Vivo                                                             | con Zucchero, dal vivo |
| Alex Baroni                 | La vita è un dado                        | musica: M. Vergnaghi, M. Saggese; testo: Zucchero                                                                       | 2007 | Collection                                                              | |
| Amici Forever               | Vita mia                                 | musica: P. Wolf; testo: Zucchero, W. Wolf                                                                               | 2004 | The Opera Band                                                          | |
| Andrea Bocelli              | Il mare calmo della sera                 | musica: G. Felisatti, Zucchero; testo: G. Nuti, Zucchero                                                                | 1994 | Il mare calmo della sera                                                | |
| Andrea Bocelli              | Il mare calmo della sera                 | musica: G. Felisatti, Zucchero; testo: G. Nuti, Zucchero                                                                | 1996 | Romanza                                                                 | |
| Andrea Bocelli              | Il mare calmo della sera                 | musica: G. Felisatti, Zucchero; testo: G. Nuti, Zucchero                                                                | 2007 | Vivere - The Best of Andrea Bocelli                                     | |
| Andrea Bocelli              | Il mare calmo della sera                 | musica: G. Felisatti, Zucchero; testo: G. Nuti, Zucchero                                                                | 2015 | The Complete Pop Albums - Remastered                                    | |
| Andrea Bocelli              | Il mare calmo della sera                 | musica: G. Felisatti, Zucchero; testo: G. Nuti, Zucchero                                                                | 2016 | Romanza 20th Anniversary Edition                                        | |
| Andrea Bocelli              | Il mare calmo della sera                 | musica: G. Felisatti, Zucchero; testo: G. Nuti, Zucchero                                                                | 2019 | Sì Forever - The Diamond Edition                                        | |
| Andrea Bocelli              | Rapsodia                                 | Zucchero | 1994 | Il mare calmo della sera                                                | |
| Andrea Bocelli              | Rapsodia                                 | Zucchero | 1996 | Romanza                                                                 | |
| Andrea Bocelli              | Rapsodia                                 | Zucchero | 2015 | The Complete Pop Albums - Remastered                                    | |
| Andrea Bocelli              | Rapsodia                                 | Zucchero | 2016 | Romanza 20th Anniversary Edition                                        | |
| Andrea Bocelli              | El silencio de la espera                 | musica: G. Felisatti, Zucchero; testo: L. Gomez-Escolar, G. Nuti, Zucchero                                              | 1996 | Romanza                                                                 | versione spagnola de Il mare calmo della sera                                                                                              |
| Andrea Griminelli           | Lost Boys Calling                        | testo: Roger Waters; musica: Ennio Morricone                                                                            | 2021 | Griminelli Plays Morricone                                              | cantata da Zucchero |
| Anggun                      | World                                    | Alan Simon | 2007 | Best-of                                                                 | con Zucchero |
| Anthony Callea              | Di sole e d'azzurro                      | testo: Zucchero; musica: M. Saggese, M. Vergnaghi                                                                       | 2013 | Thirty                                                                  | |
| Arthur Alexander            | From Now On                              | testo: A. Alexander; musica: T. Cain                                                                                    | 1994 | Adios amigo: A Tribute to Arthur Alexander                              | |
| Artisti Uniti per l'Abruzzo | Domani 21/04.2009                        | Mauro Pagani | 2009 |                                                                         | |
| B.B. King                   | Let the Good Times Roll                  | testo: F. Moore; musica: S. Theard                                                                                      | 1997 | Deuces Wild                                                             | con Zucchero |
| Ben Zucker                  | Everybody's Got to Learn Sometime        | James Warren | 2021 | Jetzt Erst Recht! Feuer Frei!                                           | con Zucchero |
| Bryan Adams                 | Io vivo (in te)                          | musica: B. Adams, Jim Vallance; testo: B. Adams, Zucchero                                                               | 1999 | The Best of Me                                                          | cover di I'm Ready |
| Cliff Richard               | Vita mia                                 | musica: P. Wolf; testo: Zucchero, W. Wolf                                                                               | 1998 | Real As I Wanna Be                                                      | |
| Corrado Rustici             | O' verdure                               | Corrado Rustici | 1995 | The Heartist                                                            | |
| Davide Van De Sfroos        | Oh Lord, vaarda gio                      | Davide Van De Sfroos | 2021 | Maader folk                                                             | con Zucchero |
| Elisa                       | Luce (tramonti a nord est)               | musica: Elisa; testo: Elisa, Zucchero                                                                                   | 2000 | Asile's World                                                           | |
| Elisa                       | Luce (tramonti a nord est)               | musica: Elisa; testo: Elisa, Zucchero                                                                                   | 2003 | Lotus                                                                   | |
| Elisa                       | Luce (tramonti a nord est)               | musica: Elisa; testo: Elisa, Zucchero                                                                                   | 2006 | Soundtrack '96-'06                                                      | |
| Elisa                       | Luce (tramonti a nord est)               | musica: Elisa; testo: Elisa, Zucchero                                                                                   | 2007 | Caterpillar                                                             | |
| Elvis Costello              | Miss Mary                                | musica: Zucchero; testo: Elvis Costello                                                                                 | 1998 | Songs of Elvis Costello: Bespoke Songs, Lost Dogs, Detours & Rendezvous | cantata da Zucchero, album tributo |
| Erick Benzi                 | Qui Sait?                                | Erick Benzi | 2000 | Solidays L'Album                                                        | cantata da Anggun, Patrick Bruel, Stephan Eicher, Faudel, Peter Gabriel, Lââm, Lokua Kanza, Youssou N'Dour, Nourith, Axelle Red e Zucchero |
| Fabrizio De André           | Ho visto Nina volare                     | F. De André, Ivano Fossati                                                                                              | 2000 | Faber, amico fragile                                                    | cantata da Zucchero, album tributo dal vivo                                                                                                |
| Fiordaliso                  | Il canto del cigno                       | musica: Zucchero; testo: Depsa                                                                                          | 1982 | disco singolo Una sporca poesia/Il canto del cigno                      | |
| Fiordaliso                  | Non voglio mica la luna                  | musica: Zucchero, Enzo Malepasso; testo: Luigi Albertelli                                                               | 1983 | Non voglio mica la luna                                                 | |
| Fiordaliso                  | Oltre il cielo                           | Zucchero, E. Malepasso, L. Albertelli                                                                                   | 1985 | A ciascuno la sua donna                                                 | |
| Fiordaliso                  | Fatti miei                               | Zucchero, E. Malepasso, L. Albertelli                                                                                   | 1986 | Dal vivo per il mondo                                                   | aggiunta alla ristampa dell'album dopo il Festival di Sanremo 1986                                                                         |
| Francesco Guccini           | Dio è morto                              | F. Guccini | 2020 | Note di viaggio - Capitolo 2: non vi succederà niente                   | cantata da Zucchero, album tributo |
| Frank Raya Band             | Eyah! Eyah!                              | musica: Zucchero, F. Raya; testo: F. Raya                                                                               | 1987 | The King of Money                                                       | |
| Frank Raya Band             | The King of Money                        | musica: Zucchero; testo: F. Raya                                                                                        | 1987 | The King of Money                                                       | |
| Frank Raya Band             | Travelling Band                          | musica: Zucchero; testo: F. Raya                                                                                        | 1987 | The King of Money                                                       | |
| Frank Raya Band             | Silent of Soul                           | musica: Zucchero; testo: F. Raya                                                                                        | 1987 | The King of Money                                                       | |
| Frank Raya Band             | Sex is the Thing                         | musica: Zucchero, L. Luisi; testo: F. Raya                                                                              | 1987 | The King of Money                                                       | |
| Frank Raya Band             | Pito Mango                               | musica: Zucchero; testo: F. Raya, B. David                                                                              | 1987 | The King of Money                                                       | |
| Gino Paoli                  | Hey ma'                                  | musica: Zucchero; testo: G. Paoli                                                                                       | 1988 | L'ufficio delle cose perdute                                            | |
| Gino Paoli                  | -                                        | - | 2009 | Senza fine                                                              | DVD Senza fine - Il film documentario all'interno della raccolta                                                                           |
| Giorgia                     | Un sole dentro al cuore                  | musica: Mino Vergnaghi, Matteo Saggese, L. Burman; testo: Zucchero, M. Vergnaghi, M. Saggese                            | 2001 | Senza ali                                                               | |
| Giorgia                     | Ho bisogno di un sogno                   | musica: M. Vergnaghi, M. Saggese; testo: Zucchero, M. Vergnaghi, M. Saggese, Giorgia                                    | 2001 | Senza ali                                                               | |
| Giorgia                     | Di sole e d'azzurro                      | musica: M. Vergnaghi, M. Saggese; testo: Zucchero                                                                       | 2001 | Senza ali                                                               | |
| Giorgia                     | Di sole e d'azzurro                      | musica: M. Vergnaghi, M. Saggese; testo: Zucchero                                                                       | 2002 | Greatest Hits - Le cose non vanno mai come credi                        | |
| Giorgia                     | Di sole e d'azzurro                      | musica: M. Vergnaghi, M. Saggese; testo: Zucchero                                                                       | 2005 | MTV Unplugged                                                           | |
| Giorgia                     | Di sole e d'azzurro                      | musica: M. Vergnaghi, M. Saggese; testo: Zucchero                                                                       | 2008 | Spirito libero - Viaggi di voce 1992-2008                               | |
| Giorgia                     | Di sole e d'azzurro                      | musica: M. Vergnaghi, M. Saggese; testo: Zucchero                                                                       | 2018 | Oronero Live                                                            | dal vivo |
| Giorgia                     | With You                                 | musica: M. Vergnaghi, M. Saggese; testo: Zucchero, S. English                                                           | 2002 | Vivi davvero                                                            | versione inglese di Di sole e d'azzurro |
| Giorgia Fumanti             | Il mare calmo della sera                 | musica: G. Felisatti, Zucchero; testo: G. Nuti, Zucchero                                                                | 2006 | From My Heart                                                           | |
| Homo Sapiens                | Ti amo domani                            | musica: Zucchero; testo: M. Galassi                                                                                     | 1981 | -                                                                       | |
| Irene Fornaciari            | It's A Wonderful Life                    | musica: Robyx; testo: Zucchero, I. Fornaciari, Robyx                                                                    | 2007 | Vertigini in fiore                                                      | |
| Irene Fornaciari            | Aspetta e spera                          | musica: I. Fornaciari, M. Marcolini, G. Cancogni; testo: Zucchero, I. Fornaciari, L. Oriundo                            | 2007 | Vertigini in fiore                                                      | |
| Irene Fornaciari            | Io non abito più qua                     | musica: Bryan Adams; testo: Zucchero, Niccolò Agliardi                                                                  | 2007 | Vertigini in fiore                                                      | |
| Irene Fornaciari            | Una carezza                              | Zucchero | 2007 | Vertigini in fiore                                                      | anche con Zucchero, poi incisa e ripubblicata anche da Zucchero in Live in Italy                                                           |
| Irene Fornaciari            | Una carezza                              | Zucchero | 2010 | Irene Fornaciari                                                        | anche con Zucchero, poi incisa e ripubblicata anche da Zucchero in Live in Italy                                                           |
| Irene Fornaciari            | Mastichi aria                            | musica: Zucchero; testo: P. Cassano                                                                                     | 2007 | Vertigini in fiore                                                      | |
| Irene Fornaciari            | Mastichi aria                            | musica: Zucchero; testo: P. Cassano                                                                                     | 2010 | Irene Fornaciari                                                        | |
| Irene Fornaciari            | Un giro in giro                          | musica: Zucchero, M. Marcolini, L. Luisi, I. Fornaciari; testo: Zucchero, N. Agliardi                                   | 2007 | Vertigini in fiore                                                      | |
| Irene Fornaciari            | Don Uorri                                | Zucchero | 2007 | Vertigini in fiore                                                      | |
| Irene Fornaciari            | Tirami su                                | musica: Zucchero, M. Marcolini, S.Grimaldi; testo: Zucchero, I. Fornaciari                                              | 2007 | Vertigini in fiore                                                      | |
| Irene Fornaciari            | Ora che non vivo                         | musica: M. Marcolini, I. Fornaciari, L. Chiaravalli, S. Ferna; testo: Zucchero, I. Fornaciari, L. Chiaravalli, S. Ferna | 2009 | Vintage Baby                                                            | |
| Irene Fornaciari            | Ora che non vivo                         | musica: M. Marcolini, I. Fornaciari, L. Chiaravalli, S. Ferna; testo: Zucchero, I. Fornaciari, L. Chiaravalli, S. Ferna | 2010 | Irene Fornaciari                                                        | |
| Irene Fornaciari            | Dimmi delle balle                        | musica: Zucchero; testo: Zucchero, I. Fornaciari                                                                        | 2009 | Vintage Baby                                                            | |
| Irene Fornaciari            | Se non mi vuoi                           | musica: Zucchero; testo: Zucchero, Danysol                                                                              | 2009 | Vintage Baby                                                            | |
| Irene Fornaciari            | Ragazzo solo                             | musica: G. Chambers, F. Howard; testo: Zucchero, I. Fornaciari                                                          | 2009 | Vintage Baby                                                            | |
| Irene Fornaciari            | Sorelle d'Italia                         | Zucchero | 2009 | Vintage Baby                                                            | |
| Irene Fornaciari            | Dolce Luna                               | musica: M. Marcolini, I. Fornaciari, D. Florio; testo: Zucchero                                                         | 2009 | Vintage Baby                                                            | |
| Irene Fornaciari            | Dolce Luna                               | musica: M. Marcolini, I. Fornaciari, D. Florio; testo: Zucchero                                                         | 2010 | Irene Fornaciari                                                        | |
| Irene Fornaciari            | Il diavolo è illuso (The Devil is Loose) | musica: D. Zimmerman; testo: Zucchero, I. Fornaciari, A. Puthli                                                         | 2009 | Vintage Baby                                                            | |
| Irene Fornaciari            | Il diavolo è illuso (The Devil is Loose) | musica: D. Zimmerman; testo: Zucchero, I. Fornaciari, A. Puthli                                                         | 2010 | Irene Fornaciari                                                        | |
| Irene Fornaciari            | Il mondo piange                          | musica: Zucchero, D. Dattoli; testo: Zucchero, I. Fornaciari                                                            | 2010 | Irene Fornaciari                                                        | in due versioni, con e senza i Nomadi |
| Jonas Kaufmann              | Il libro dell'amore                      | musica: S. Merritt; testo: Zucchero                                                                                     | 2016 | Dolce vita                                                              | cover di The Book of Love |
| Kane Alexander              | Di sole e d'azzurro                      | musica: M. Vergnaghi, M. Saggese; testo: Zucchero                                                                       | 2006 | Kane Alexander                                                          | |
| Lisa Hunt                   | Something Strong                         | musica: Zucchero, David Sancious; testo: L. Hunt                                                                        | 1988 | -                                                                       | anche in versione strumentale |
| Lisa Hunt                   | Free Man                                 | musica: Zucchero; testo: L. Hunt                                                                                        | 1990 | A Little Piece of Magic                                                 | |
| Lisa Hunt                   | My Broken Heart                          | musica: Zucchero; testo: L. Hunt                                                                                        | 1990 | A Little Piece of Magic                                                 | |
| Luciano Pavarotti           | La donna è mobile                        | Giuseppe Verdi | 1993 | Pavarotti & Friends                                                     | dal vivo, con Sting, Zucchero, Lucio Dalla, Brian May e Michael Kamen                                                                      |
| Luciano Pavarotti           | Nessun dorma                             | Giacomo Puccini | 1996 | Pavarotti & Friends together for the children of Bosnia                 | dal vivo, con tutti i partecipanti |
| Luciano Pavarotti           | Live like Horses                         | musica: Elton John; testo: Bernie Taupin                                                                                | 1996 | Pavarotti & Friends for war child                                       | dal vivo, con tutti i partecipanti |
| Luciano Pavarotti           | Peace Wanted Just To Be Free             | musica: Stevie Wonder; testo: Michele Centonze, Jovanotti                                                               | 1998 | Pavarotti & Friends for the children of Liberia                         | dal vivo, con tutti i partecipanti |
| Luciano Pavarotti           | We Are the World                         | Michael Jackson e Lionel Richie                                                                                         | 1999 | Pavarotti & Friends for Guatemala & Kosovo                              | dal vivo, con tutti i partecipanti |
| Luciano Pavarotti           | All You Need Is Love                     | Lennon-McCartney | 2000 | Pavarotti & Friends for Cambogia and Tibet                              | dal vivo, con tutti i partecipanti |
| Maná                        | Eres mi religión                         | musica: Fernando Fher Olvera; testo: Fernando Fher Olvera, Zucchero                                                     | 2002 | Revolución de amor                                                      | con Zucchero |
| Mark Knopfler               | Going Home: Theme of the Local Hero      | Mark Knopfler | 2024 | -                                                                       | iniziativa benefica, con Zucchero e diversi altri artisti invitati                                                                         |
| Mina                        | Succhiando l'uva                         | musica: M. Saggese, M. Vergnaghi; testo: Zucchero                                                                       | 2002 | Veleno                                                                  | |
| Mina                        | Uvas maduras                             | musica: M. Saggese, M. Vergnaghi; testo: Zucchero, M. Ortiz                                                             | 2007 | Todavía                                                                 | versione spagnola di Succhiando l'uva |
| Paddy Moloney               | Silent Night                             | Franz Xaver Gruber | 1999 | Silent Night: A Christmas in Rome                                       | con tutti i partecipanti |
| Quincy Jones                | Everybody's Got to Learn Sometime        | J. Warren | 2004 | We Are the Future You Are the Answer                                    | cantata da Zucchero |
| Quincy Jones                | We Are the Future                        | R. Remperton, S. Levine, G. Pantane                                                                                     | 2004 | We Are the Future You Are the Answer                                    | con tutti i partecipanti |
| Russell Watson              | Immenso Sogno                            | musica: M. Vergnaghi, M. Saggese; testo: Zucchero, M. Vergnaghi, M. Saggese, R. Watson                                  | 2003 | Reprise                                                                 | cover di Di sole e d'azzurro |
| Sam Moore                   | You Are so Beautiful                     | musica: Billy Preston; testo: B. Fisher                                                                                 | 2006 | Overnight Sensational                                                   | con Zucchero, Eric Clapton e Robert Randolph                                                                                               |
| Scorpions                   | Send Me an Angel                         | musica: R. Schenker; testo: K. Meine                                                                                    | 2020 | Moment of Glory                                                         | con Zucchero |
| Sérgio Mendes               | Un oceano di silenzi                     | musica: Djavan; testo: Djavan, Zucchero, A. Salerno                                                                     | 1996 | Oceano                                                                  | con Zucchero |
| Tom Jones                   | She Drives Me Crazy                      | Fine Young Cannibals | 1999 | Reload                                                                  | cantata da Zucchero |
| Tomoyasu Hotei              | Lotus Flower                             | musica: T. Hotei; testo: Zucchero                                                                                       | 2020 | Soul to Soul                                                            | cantata da Zucchero |
| Toni Childs                 | La casa della speranza                   | musica: D. Ricketts, T. Childs; testo: Zucchero                                                                         | 1991 | House of Hope                                                           | versione in italiano di House of Hope |
| Toni Childs                 | La casa della speranza                   | musica: D. Ricketts, T. Childs; testo: Zucchero                                                                         | 1997 | The Very Best of                                                        | versione in italiano di House of Hope |

### Partecipazioni in videoclip di altri artisti
| Anno | Titolo                    | Artista                       | Regista/i           |
| ---- | ------------------------- | ----------------------------- | ------------------- |
| 1988 | Something Strong          | Lisa Hunt feat. Zucchero      | Stefano Salvati     |
| 1999 | What Are We Waiting For   | Alannah Myles feat. Zucchero  |                     |
| 2009 | Domani                    | Artisti Uniti per l'Abruzzo   | Ambrogio Lo Giudice |
| 2012 | A muso duro               | Italia Loves Emilia           | Riccardo Guernieri  |
| 2015 | Un zombie a la intemperie | Alejandro Sanz feat. Zucchero |                     |
| 2020 | Lotus Flower              | Tomoyasu Hotei feat. Zucchero |                     |